# Trzej muszkieterowie (film 1993)
Trzej muszkieterowie (ang. The Three Musketeers) – amerykańsko-brytyjsko-austriacki film przygodowy z 1993 roku w reżyserii Stephena Hereka. Adaptacja klasycznej powieści Aleksandra Dumasa.
Zdjęcia do filmu kręcono na terenie Austrii (Wiedeń, Dolna Austria, Burgenland) oraz Anglii (Kornwalia).

## Obsada
- Charlie Sheen – Aramis
- Kiefer Sutherland – Atos
- Chris O’Donnell – D’Artagnan
- Oliver Platt – Portos
- Tim Curry – Kardynał Richelieu
- Rebecca De Mornay – Lady Sabine DeWinter
- Gabrielle Anwar – Królowa Anna
- Michael Wincott – Rochefort
- Paul McGann – Girard/Jussac
- Julie Delpy – Konstancja
- Hugh O’Conor – Król Ludwik XIII
- Christopher Adamson – Henri
- Philip Tan – Parker

## Fabuła
XVII-wieczna Francja. Młody gaskoński szlachcic D’Artagnan dołącza do grupy muszkieterów: Atosa, Aramisa i Portosa. Wkrótce otrzymuje zadanie przekazania od królowej poufnej wiadomości księciu Buckhingham. Kardynał Richelieu będzie próbował mu przeszkodzić.

## Nagrody i nominacje (wybrane)
- Złota Malina 1993
  - Najgorszy aktor drugoplanowy – Chris O’Donnell (nominacja)
- MTV Movie Awards 1994
  - Najlepsza piosenka filmowa – „All for Love”. wyk. Bryan Adams, Rod Stewart, Sting (nominacja)